# Bokel (Rendsburg-Eckernförde)
Bokel es un municipio situado en el distrito de Rendsburg-Eckernförde, en el estado federado de Schleswig-Holstein (Alemania), con una población a finales de 2016 de unos 599 habitantes.
Se encuentra ubicado en el centro del estado, cerca de las ciudades independientes de Schleswig y Kiel, de la costa del mar Báltico, del río Eider y del canal de Kiel.